# 강하나 (레이싱 모델)
강하나는 대한민국의 레이싱 모델이다.

## 경력

### 레이싱모델 경력
- 2014년 - 코리아 스피드 페스티벌 기아자동차 레이싱모델
- 2014년 - 아시안 르망 시리즈 레이싱모델
- 2014년 - 부산국제모터쇼 튜닝 페스티벌 레이싱모델